# Mr. Criminal
Роберто Фабиан Гарсия (сценическое имя Mr. Criminal) — латиноамериканский музыкант и рэпер из южной Калифорнии. Имеет контракт с Hi-Power Entertainment. В дополнение к тому, является автором песен, продюсером, видеографом, а также является создателем и владельцем gdupclothing.com, которая продает свою эксклюзивную линию одежды по всему миру. Кроме этого, он является членом уличной банды 'Varrio Silver Lake 13' из преступного альянса Surenõs.
Созданием музыки с сильными повествованиями, которые отражают его жизненную борьбу, Mr. Criminal заработал свой первый прорыв, когда он встретил рэпера Mr. Capone-E в 2001 году на автомобильном шоу лоурайдеров. Два исполнителя записали трек под названием «Criminal Mentality», выпущенный музыкальным объединением Thump Records, который получил широкую международную популярность в 2003 году.
С тех пор Mr. Criminal работает с известными исполнителями и продюсерами: Bone Thugs-N-Harmony, Nate Dogg, Fingazz, Fat Joe, Twista, Lil Flip, Glasses Malone, Suga Free, Mr. Capone-E, Spider Loc, Kokane, Roscoe, Triple C, Lil Cuete, DTTX, Shade Sheist и прочими.
В 2006, выпущенный самый ожидаемый альбом Stay On The Streets, с хитовым синглом «We Ride», благодаря Bizzy Bone из Bone Thugs-N-Harmony, получивший национальный успех по всему американскому радио, предоставил возможность для Mr. Criminal отправиться в тур вместе с хип-хоп группой G-Unit.
Тем не менее, его слава вскоре стала уходить в сторону после нескольких обвинений в нарушении закона, в первую очередь в 2008 году, когда служители закона искали принадлежащее ему транспортное средство в Аризоне, его обвинили в незаконном хранении оружия и наркотических веществ.
После освобождения из заключения Mr. Criminal упорно трудился, чтобы вернуть свою жизнь в прежнее русло, продолжая писать музыку о своем опыте с преступлениями и законом. На Billboard Music его трек «Death Before Dishonor» был поставлен #31 в «Heatseekers Album category» и #64 в «R&B/Hip-Hop Albums category»; Rise 2 Power был #37 в «Heatseekers Album category» и #65 в «R&B/Hip-Hop Albums category», а Criminal Mentality 2 был #47 в «Heatseekers Album category». По состоянию на 2012, Mr. Criminal имеет 250 треков и 16 альбомов доступных для покупки.

## Дискография
| Год  | Альбом                                                        | Звукозаписывающая группа               |
| ---- | ------------------------------------------------------------- | -------------------------------------- |
| 2001 | Criminal Mentality                                            | Thump Records                          |
| 2004 | Organized Crime                                               | Hi-Power Entertainment                 |
| 2004 | Mr. Criminal Presents What the Streets Created                | B-dub                                  |
| 2005 | Sounds of Crime                                               | B-dub/Hi-Power Entertainment           |
| 2006 | Stay on the Streets                                           | B-dub                                  |
| 2006 | Mr. Criminal Presents What the Streets Created Pt. 2          | B-dub                                  |
| 2006 | Sounds Of The Varrio                                          | -                                      |
| 2007 | Ryder Muzic                                                   | Hi-Power Entertainment                 |
| 2008 | Rise 2 Power                                                  | Hi-Power Entertainment/PMC Music Group |
| 2008 | Mr. Criminal Presents What the Streets Created Pt. 3          | Hi-Power Entertainment                 |
| 2008 | Hood Affiliated                                               | Hi-Power Entertainment                 |
| 2008 | Sounds Of The Varrio 2                                        | -                                      |
| 2009 | Only The Strong Survive                                       | Hi-Power Entertainment                 |
| 2009 | Love Letters                                                  | Hi-Power Entertainment/PMC Music Group |
| 2009 | Hood Affiliated 2                                             | Hi-Power Entertainment                 |
| 2009 | Mr. Capone-E and Mr. Criminal Video and Bangers               | Hi-Power Entertainment                 |
| 2010 | Gang Stories                                                  | Hi-Power Entertainment                 |
| 2010 | Mr. Criminal Presents Hi-Power Mix                            | Hi-Power Entertainment                 |
| 2010 | Death Before Dishonor                                         | Hi-Power Entertainment                 |
| 2010 | Hood Affiliated 3                                             | Hi-Power Entertainment                 |
| 2010 | Love Letters 2                                                | Hi-Power Entertainment/PMC Music Group |
| 2011 | South Side’s Most Wanted: Greatest Collaboration              | Hi-Power Entertainment/PMC Music Group |
| 2011 | Criminal Mentality, Vol.2                                     | Hi-Power Entertainment                 |
| 2011 | Gang Bang Symphonies                                          | Hi-Power Entertainment                 |
| 2011 | Mr. Capone-E and Mr. Criminal Video and Bangers Vol.2         | Hi-Power Entertainment/PMC Music Group |
| 2012 | Young, Brown and Dangerous                                    | Hi-Power Entertainment/PMC Music Group |
| 2012 | South Side’s Most Wanted ''The Return''                       | Hi-Power Entertainment/PMC Music Group |
| 2012 | Gang Bang Symphonies Pt. 2                                    | Hi-Power Entertainment/PMC Music Group |
| 2013 | Last Of A Dying Breed                                         | Hi-Power Entertainment/PMC Music Group |
| 2013 | Gang Bang Symphonies Pt. 3                                    | Hi-Power Entertainment/PMC Music Group |
| 2014 | West Side Oldies                                              | Hi-Power Entertainment/PMC Music Group |
| 2014 | Mr. Criminal Presents Gangsters Don’t Talk                    | Hi-Power Entertainment/PMC Music Group |
| 2014 | Premeditated Homicide                                         | Hi-Power Entertainment/PMC Music Group |
| 2015 | Mr. Criminal Presents Gangsters Don’t Talk: Part 2 the Sequel | Hi-Power Entertainment/PMC Music Group |
| 2015 | Evolution Of A G                                              | Hi-Power Entertainment                 |
| 2016 | Street Unity                                                  | Hi-Power Entertainment                 |
| 2016 | Latin With Attitude (L.W.A.)                                  | Hi-Power Entertainment                 |
| 2017 | Palm Trees and Sunsets                                        | Crime Family Entertainment             |
| 2017 | The Crime Family Album                                        | Crime Family Entertainment             |
| 2017 | All Eyes on Me                                                | Crime Family Entertainment             |